# Pseudanomalon ocellatum
Pseudanomalon ocellatum là một loài tò vò trong họ Ichneumonidae.